# Uropeltis rubromaculatus
Uropeltis rubromaculatus är en ormart som beskrevs av Beddome 1867. Uropeltis rubromaculatus ingår i släktet Uropeltis och familjen sköldsvansormar. Inga underarter finns listade i Catalogue of Life.
Arten förekommer i bergstrakten Västra Ghats i södra Indien. Den vistas i regioner som ligger 600 till 1800 meter över havet. Habitatet varierar mellan städsegröna skogar, mindre trädansamlingar i bergstrakter och ängar. Uropeltis rubromaculatus besöker även odlingsmark och vägarnas kanter. Individerna gräver i fuktig jord.
Utbredningsområdet är ganska stort och arten påträffas ganska ofta. IUCN kategoriserar arten globalt som livskraftig.